# Cricket-Klasse
Die Zerstörer der Cricket-Klasse wurden von der Royal Navy als Ergänzung zu den Zerstörern der Tribal-Klasse für den Küstenbereich bestellt. Das erste Los von zwölf Booten der kleinen Torpedobootszerstörern erhielt noch Namen. Sie und die beiden Folgeaufträge von je zwölf weiteren Booten wurden jedoch bald zu Torpedobooten 1. Klasse umklassifiziert und erhielten dann die Nummern TB 1 bis TB 36.

Sechs Boote gingen im Ersten Weltkrieg verloren; die übrigen 30 Boote wurden von 1919 bis 1922 verschrottet.

## Baugeschichte
Seit der Indienststellung der HMS Havock Anfang 1894 hatte die Royal Navy bis 1904 etwa 150 Torpedobootszerstörer in Auftrag gegeben. Daneben hatte sie aber auch weiterhin Torpedoboote bestellt, allerdings nur etwa 20 Boote. Die zuletzt 1901 bis 1905 von Thornycroft (TB 98/TB 99, TB 107/TB 108, TB 109 bis TB 113) und White (TB 114 bis TB 117) gelieferte Boote hatten eine Größe von 200 t.n., waren 50 m lang und erreichten 25 kn. Sie wurden als „160 Footer Class Torpedo Boat“ bezeichnet.
Die nächsten Boote dieser Größe waren dann die 1905 bei White bestellte Cricket und die Dragonfly von Thornycroft, die 1906 vom Stapel liefen. Der neue Typ wurde anfangs als „Coastal Destroyer“ (Küstenzerstörer) bezeichnet, da die Boote nicht für eine ozeanische Verwendung geeignet waren. Die 225 bis 255 t.n. verdrängenden Boote waren über alles 53,3 m lang. Ihre wesentlichste Neuerung war der Antrieb mit ölgefeuerten Kesseln, Parsons-Turbinen und drei Wellen. Auch war die Bewaffnung mit zwei 76-mm-12pdr-Geschützen wesentlich stärker als die drei 47-mm-3pdr-Hotchkiss-Kanonen der vorangegangenen Torpedoboote, bei identischer Torpedobewaffnung mit drei 450-mm-Torpedorohren. Noch 1906 wurde diese Boote in „Torpedoboote 1. Klasse“ umklassifiziert. Auch wurden die Namen für die zwölf bestellten Boote aufgegeben und die Boote als TB 1 bis TB 12 gekennzeichnet.
Es folgten noch zwei weitere Serien von je zwölf Booten. Diese waren 10 Fuß länger und geringfügig breiter. Gebaut wurde die Cricket-Klasse auf sechs verschiedenen Werften mit leichten Unterschieden. Mit 13 Booten war White in Cowes der Hauptlieferant; dazu kamen neun Boote von Thornycroft in Chiswick, je vier von Denny in Dumbarton und Hawthorn in Hebburn (BauN°418/419, 424/425) sowie je drei von Yarrow in Cubitt Town und Palmers in Jarrow (BauN°725, 802/803). Alle Boote hatten zwei Schornsteine und eins der drei Torpedorohre direkt auf dem Heck montiert.

## Einsatzgeschichte
Zu Beginn des Ersten Weltkriegs 1914 waren die Boote auf drei Flottillen verteilt: die 7. und 8. Zerstörerflottille, die in der Nordsee Geleitdienste leisteten, und die Nore Local Defence Flotilla.
Die 7. Zerstörerflottille setzte neben 21 alten Zerstörern zwölf Torpedoboote der Cricket-Klasse (TB 1, TB 2, TB 3, TB 4, TB 5, TB 13, TB 14, TB 15, TB 16, TB 21, TB 22, TB 24) ein. Im Herbst 1914 gab sie zeitweise vier Boote (TB 4, TB 13, TB 22, TB 24) an die 9. Zerstörerflottille ab. Im März 1915 gab die 7. Flottille alle Torpedoboote ab.
Die zwölf anderen Boote der beiden ersten Serie der Cricket-Klasse (TB 6, TB 7, TB 8, TB 9, TB 10, TB 11, TB 12, TB 17, TB 18, TB 19, TB 20, TB 23) waren 1914 bei der „Nore Local Defence Flotilla“, wo sie neben elf alten Zerstörern und acht älteren Torpedobooten zum Einsatz kamen. Am 10. Juni 1915 kam es zu den beiden ersten Kriegsverlusten der Klasse, als TB 10 (23 Tote) und TB 12 (23 Tote) durch Minentreffer verloren gingen. Die beiden Boote befanden sich auf einer Suchfahrt von Harwich aus in der Themsemündung nach gemeldeten U-Booten mit drei weiteren Schwesterbooten und fünf alten Zerstörern. Zuerst ereignete sich eine Explosion an TB 12. TB 10 übernahm einen Teil der Besatzung und versuchte das schwer beschädigte Schwesterboot abzuschleppen. Dabei wurde es etwa 40 Minuten später auch getroffen, zerbrach und sank sofort. Es handelte sich nicht um einen Torpedoangriff eines U-Boots, wie anfangs vermutet, sondern die Boote waren auf eine von UC 11 gelegte Minensperre geraten. Erneute Abschleppversuche, unterstützt vom Zerstörer Cynthia scheiterten schließlich und auch TB 12 sank. Im Oktober 1915 gab die Flottille TB 17 und TB 18 zur 5. Zerstörerflottille ins Mittelmeer ab. Neu trat TB 2 zur Flottille, die nach dem Dienst bei der 7. Flottille in Newhaven Dienst getan hatte. 1916 erlitt die Flottille zwei weitere Verluste als am 7. März TB 11 durch einen Minentreffer und am 26. Juli 1916 nach einer Kollision TB 9 in der Nordsee verloren gingen. Im letzten Dienstjahr verfügte die „Nore Local Defence Flotilla“ über sechs alte Zerstörer der A- (einer), B- (einer), C- (zwei) und der D-Klasse (zwei), sechs Boote der Cricket-Klasse, sieben ältere Torpedoboote, ein Kanonenboot und etliche Wohnschiffe, ehe sie Anfang 1919 praktisch aufgelöst wurde.
Elf Boote des dritten Baulos (TB 25, TB 26, TB 27, TB 28, TB 29, TB 30, TB 31, TB 32, TB 34, TB 35, TB 36) waren zu Beginn des Krieges bei der 8. Zerstörerflottille neben dreizehn alten Zerstörern der „B“-, „C“- und „D“-Klasse im Einsatz. Nur TB 33 war bei Kriegsbeginn nicht einsatzbereit und trat erst im Herbst zur Flottille. Im Oktober 1915 gab die Flottille TB 29 und TB 30 ab, die zusammen mit den Booten TB 17 und TB 18 der Nore Flottille zur 5. Zerstörerflottille ins Mittelmeer verlegten. Neu zur Flottille kam TB 13, das zuvor schon bei der 7., 9. und zuletzt bei der 6. Zerstörerflottille eingesetzt worden war. Dieses Boot ging schon am 26. Januar 1916 durch eine Kollision verloren, bei der neun Mann ihr Leben ließen. Die 8. Zerstörerflottille wurde im März 1918 aufgelöst. Die beiden letzten alten Zerstörer kamen zur „Irish Sea Flotilla“ und die verbliebenen zehn Boote der Cricket-Klasse mit dem Depotschiff Tyne zur „Methil Convoy Flotilla“ am Firth of Forth.
Nachdem im Herbst 1914 die 9. Zerstörerflottille zeitweise vier Cricket-Boote (TB 4, TB 13, TB 22, TB 24) von der 7. Flottille übernommen hatte, gingen im März 1915 vier Cricket-Boote (TB 4, TB 13, TB 15, TB 24) von der 7. Flottille an die 6. Zerstörerflottille in Dover. TB 4 und TB 24 wurde hier mit der Battle Honour Belgian Coast 1915 ausgezeichnet. Im Herbst 1915 wurde TB 13 an die 8. Flottille abgegeben. Am 28. Januar 1917 ging dann TB 24 nach einer Kollision vor Dover durch Strandung verloren. TB 4 und TB 15 verblieben bis zum Sommer 1918 bei der Flottille.

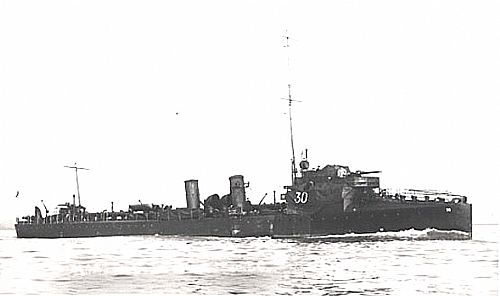
HMS T.B. 30

Im Oktober 1915 gingen je zwei Boote von den vorgenannten Flottillen (TB 17 /TB 18, TB 29 / TB 30) zur 5. Zerstörerflottille ins Mittelmeer. Sie dienten dort zur Unterstützung der U-Boot-Tender Aquarius, dann St. George und wurden im März 1918 mit vier älteren Torpedobooten der britischen „Aegean Squadron“ zugeteilt. Nach dem Kriegsende und dem Eintreffen moderner Zerstörer gingen TB 17 und TB 18 nach Gibraltar, TB 29 und TB 30 nach Malta, wo sie auch abgebrochen wurden.

## Endschicksal
Die nicht mehr in den Überwachungs-Flottillen eingesetzten Boote dienten bis zum Kriegsende in lokalen kleineren Sicherungseinheiten. Nach dem Kriegsschluss wurden sie außer Dienst gestellt und bis 1922 alle zum Abbruch verkauft.

### Die Boote derCricket-Klasse
| Name               | Number | Bauwerft    | Kiellegung | Stapellauf | in Dienst  | Endschicksal                                         |
| ------------------ | ------ | ----------- | ---------- | ---------- | ---------- | ---------------------------------------------------- |
| Haushalt 1905–1906 |        |             |            |            |            |                                                      |
| Cricket            | TB 1   | White       | 12.09.1905 | 23.01.1906 | 12.1906    | Oktober 1920 zum Abbruch                             |
| Dragonfly          | TB 2   | White       | 15.09.1905 | 11.03.1906 | 01.1907    | Oktober 1920 zum Abbruch                             |
| Firefly            | TB 3   | White       | 18.09.1905 | 1.09.1906  | 02.1907    | Oktober 1920 zum Abbruch                             |
| Sandfly            | TB 4   | White       | 18.09.1905 | 30.10.1906 | 04.1907    | Mai 1920 zum Abbruch, auf dem Weg gestrandet         |
| Spider             | TB 5   | White       | 18.09.1905 | 15.12.1906 | 1907       | Oktober 1920 zum Abbruch                             |
| Gadfly             | TB 6   | Thornycroft | 1.09.1905  | 24.06.1906 | 12.1906    | Oktober 1920 zum Abbruch                             |
| Glowworm           | TB 7   | Thornycroft | 25.09.1905 | 20.12.1906 | 02.1907    | Mai 1921 zum Abbruch                                 |
| Gnat               | TB 8   | Thornycroft | 4.10.1905  | 1.12.1906  | 03.1907    | Mai 1921 zum Abbruch                                 |
| Grasshopper        | TB 9   | Thornycroft | 1.11.1905  | 18.03.1907 | 06.1907    | 26.07.1916 nach Kollision in der Nordsee gesunken    |
| Greenfly           | TB 10  | Thornycroft | 2.11.1905  | 15.02.1907 | 05.1907    | 10.06.1915 nach Minentreffer in der Nordsee gesunken |
| Mayfly             | TB 11  | Yarrow      | 23.11.1905 | 29.01.1907 | 05.1907    | 17.03.1916 nach Minentreffer in der Nordsee gesunken |
| Moth               | TB 12  | Yarrow      | 23.11.1905 | 15.03.1907 | 05.1907    | 10.06.1915 nach Minentreffer in der Nordsee gesunken |
| Haushalt 1906–1907 |        |             |            |            |            |                                                      |
|                    | TB 13  | White       | 14.03.1907 | 10.07.1907 | 05.1908    | 26.01.1916 nach Kollision in der Nordsee gesunken    |
|                    | TB 14  | White       | 18.03.1907 | 26.09.1907 | 05.1908    | Oktober 1920 zum Abbruch                             |
|                    | TB 15  | White       | 20.03.1907 | 19.11.1907 | 05.1908    | Oktober 1920 zum Abbruch                             |
|                    | TB 16  | White       | 12.07.1907 | 23.12.1907 | 07.1908    | Januar 1921 zum Abbruch                              |
|                    | TB 17  | Denny       | 4.04.1907  | 21.12.1907 | 04.1908    | 1919 zum Abbruch                                     |
|                    | TB 18  | Denny       | 4.04.1907  | 15.02.1908 | 06.1908    | 1920 zum Abbruch                                     |
|                    | TB 19  | Thornycroft | 13.03.1907 | 7.12.1907  | 2.06.1908  | Mai 1921 zum Abbruch                                 |
|                    | TB 20  | Thornycroft | 20.03.1907 | 21.01.1908 | 19.08.1908 | Mai 1921 zum Abbruch                                 |
|                    | TB 21  | Hawthorn    | 7.05.1907  | 20.12.1907 | 03.1908    | Oktober 1920 zum Abbruch                             |
|                    | TB 22  | Hawthorn    | 7.05.1907  | 1.02.1908  | 03.1908    | Oktober 1920 zum Abbruch                             |
|                    | TB 23  | Yarrow      | 10.02.1907 | 5.12.1907  | 19.02.1908 | Mai 1921 zum Abbruch                                 |
|                    | TB 24  | Palmers     | 2.04.1907  | 19.03.1908 | 06.1908    | 28.01.1917 vor Dover gestrandet                      |
| Haushalt 1907–1908 |        |             |            |            |            |                                                      |
|                    | TB 25  | White       | 30.12.1907 | 28.08.1908 | 22.01.1909 | Mai 1921 zum Abbruch                                 |
|                    | TB 26  | White       | 30.12.1907 | 28.08.1908 | 02.1909    | Mai 1921 zum Abbruch                                 |
|                    | TB 27  | White       | 2.02.1908  | 29.09.1908 | 03.1909    | Mai 1921 zum Abbruch                                 |
|                    | TB 28  | White       | 27.02.1908 | 29.10.1908 | 8.04.1909  | Mai 1921 zum Abbruch                                 |
|                    | TB 29  | Denny       | 20.02.1908 | 29.09.1908 | 11.1909    | November 1919 zum Abbruch                            |
|                    | TB 30  | Denny       | 20.02.1908 | 29.09.1908 | 01.1910    | November 1919 zum Abbruch                            |
|                    | TB 31  | Thornycroft | 8.02.1908  | 10.10.1908 | 02.1910    | Mai 1921 zum Abbruch                                 |
|                    | TB 32  | Thornycroft | 9.02.1908  | 23.11.1908 | 03.1910    | Mai 1921 zum Abbruch                                 |
|                    | TB 33  | Hawthorn    | 17.01.1908 | 22.02.1909 | 06.1910    | August 1922 zum Abbruch                              |
|                    | TB 34  | Hawthorn    | 7.02.1908  | 22.02.1909 | 08.1910    | Mai 1921 zum Abbruch                                 |
|                    | TB 35  | Palmers     | 4.02.1908  | 19.04.1909 | 08.1910    | August 1922 zum Abbruch                              |
|                    | TB 36  | Palmers     | 20.03.1908 | 6.05.1909  | 09.1910    | Mai 1921 zum Abbruch                                 |